# Ș
Ș, ș (S-comma) 是罗马尼亚语的字母，用来表示 /ʃ/ 音，该字母最早于1825年出现。
这个字母在早期的Unicode版本中并不存在，以前在使用电脑记录罗马尼亚语时，用了 ş (S-cedilla) 代替。在罗马尼亚标准化组织（ASRO）要求下，Unicode终在1999年9月推出的3.0版收录此字母，而国际标准化组织（ISO）和国际电工委员会（IEC）在同年推出ISO/IEC 8859-16以代替ISO/IEC 8859-2。在比Windows XP更早的电脑系统中没有兼容这一字母的字体，Windows XP可以通过安装European Union Expansion Font Update （页面存档备份，存于）来实现支持。因此仍有一些罗马尼亚文本仍然使用 ş，即使被鼓励切换到 Ș 字。

## 字符编码
| 字符编码 | Unicode | ISO 8859-16 |
| -------- | ------- | ----------- |
| 大写 Ș   | U+0218  | AA          |
| 小写 ș   | U+0219  | BA          |

## 参看
- 罗马尼亚语字母 Ț ț
- Ş ş